# Viitor imperfect
„Viitor imperfect” (titlu original: „Future Imperfect”) este al 8-lea episod din al patrulea sezon al serialului TV american științifico-fantastic Star Trek: Generația următoare și al 82-lea episod în total. A avut premiera la 12 noiembrie 1990.
Episodul a fost regizat de Les Landau după un scenariu de J. Larry Carroll și David Bennett Carren. 

## Prezentare
William Riker se trezește șaisprezece ani în viitor, iar memoria a ceea ce s-a întâmplat între timp îi este ștearsă de un virus latent. 

## Actori ocazionali
- Andreas Katsulas – Tomalak
- Chris Demetral – Jean-Luc/Ethan
- Carolyn McCormick – Minuet
- Patti Yasutake – Alyssa Ogawa
- Todd Merrill – Gleason
- April Grace – Hubbell
- George O'Hanlon Jr. - Transporter Chief
- Dana Tjowander – Barash